# Episodi di Ghost Story
La serie televisiva Ghost Story, composta da un'unica stagione di 22 episodi più un episodio pilota, è stata trasmessa in anteprima negli Stati Uniti d'America sulla rete televisiva NBC dal 15 settembre 1972 al 30 marzo 1973. L'episodio pilota venne invece trasmesso sulla stessa rete il 17 marzo 1972.
A metà stagione, la serie venne rintitolata Circle of Fear. 
| nº             | Titolo originale             | Prima TV USA      |
| -------------- | ---------------------------- | ----------------- |
| Pilota         | The New House                | 17 marzo 1972     |
| Ghost Story    |                              |                   |
| 1              | The Dead We Leave Behind     | 15 settembre 1972 |
| 2              | The Concrete Captain         | 22 settembre 1972 |
| 3              | At the Cradle Foot           | 29 settembre 1972 |
| 4              | Bad Connection               | 6 ottobre 1972    |
| 5              | The Summer House             | 13 6 ottobre 1972 |
| 6              | Alter-Ego                    | 27 ottobre 1972   |
| 7              | Half a Death                 | 3 novembre 1972   |
| 8              | House of Evil                | 10 novembre 1972  |
| 9              | Cry of the Cat               | 24 novembre 1972  |
| 10             | Elegy for a Vampire          | 1° dicembre 1972  |
| 11             | Touch of Madness             | 8 dicembre 1972   |
| 12             | Creatures of the Canyon      | 15 dicembre 1972  |
| 13             | Time of Terror               | 22 dicembre 1972  |
| Circle of Fear |                              |                   |
| 14             | Death's Head                 | 5 gennaio 1973    |
| 15             | Dark Vengeance               | 12 gennaio 1973   |
| 16             | Earth, Air, Fire and Water   | 19 gennaio 1973   |
| 17             | Doorway to Death             | 26 gennaio 1973   |
| 18             | Legion of Demons             | 2 febbraio 1973   |
| 19             | The Graveyard Shift          | 16 febbraio 1973  |
| 20             | Spare Parts                  | 23 febbraio 1973  |
| 21             | The Ghost of Potter's Field  | 23 marzo 1973     |
| 22             | The Phantom of Herald Square | 30 marzo 1973     |